# Kreis Jessen
| Basisdaten                         | Basisdaten                                  |
| ---------------------------------- | ------------------------------------------- |
| Bezirk der DDR                     | Cottbus                                     |
| Kreisstadt                         | Jessen                                      |
| Fläche                             | 621 km² (1989)                              |
| Einwohner                          | 33.308 (1989)                               |
| Bevölkerungsdichte                 | 54 Einwohner/km² (1989)                     |
| Kfz-Kennzeichen                    | Z (1953–1990) ZL (1974–1990) JE (1991–1994) |
|                                    |                                             |
| Der Kreis Jessen im Bezirk Cottbus |                                             |

Der Kreis Jessen war ein Landkreis im Bezirk Cottbus der DDR. Von 1990 bis 1994 bestand er als Landkreis Jessen im Land Sachsen-Anhalt fort. Sein Gebiet gehört heute zum Landkreis Wittenberg in Sachsen-Anhalt. Der Sitz der Kreisverwaltung befand sich in Jessen (Elster).

## Geographie

### Lage
Der Kreis Jessen lag am Ostufer der mittleren Elbe beiderseits der Schwarzen Elster. Im Kreisgebiet lag ein großer Teil der Annaburger Heide.

### Nachbarkreise
Der Kreis Jessen grenzte im Uhrzeigersinn im Norden beginnend an die Kreise Jüterbog (Bezirk Potsdam), Herzberg (Bezirk Cottbus), Torgau (Bezirk Leipzig) und Wittenberg (Bezirk Halle).

## Geschichte
Am 25. Juli 1952 kam es in der DDR zu einer umfassenden Kreisreform, bei der die Länder aufgelöst und durch Bezirke ersetzt wurden. Aus Teilen der damaligen Landkreise Herzberg, Torgau und Wittenberg wurde der neue Kreis Jessen gebildet, der dem neugebildeten Bezirk Cottbus zugeordnet wurde. Der Kreissitz war in der Stadt Jessen.
Zum Kreis Jessen gehörten die folgenden Gemeinden:
| - Annaburg, Stadt - Arnsdorf - Axien - Battin - Bethau - Buschkuhnsdorf - Dixförda, am 1. Mai 1974 zu Steinsdorf-Dixförda - Düßnitz - Elster (Elbe) - Gadegast - Gehmen, am 1. Januar 1974 zu Axien - Gentha - Gerbisbach - Glücksburg, am 1. Mai 1974 zu Mügeln - Gorsdorf, am 1. Januar 1974 zu Gorsdorf-Hemsendorf - Gorsdorf-Hemsendorf, am 1. Januar 1974 neugebildet - Grabo - Großkorga - Groß Naundorf, hieß bis 1964 Naundorf bei Prettin - Hemsendorf, am 1. Januar 1974 zu Gorsdorf-Hemsendorf - Hohndorf, am 1. Mai 1974 zu Prettin - Holzdorf - Jessen (Elster), Stadt - Kleindröben - Kleinkorga - Klöden - Klossa, am 1. Januar 1978 zu Schweinitz - Kremitz - Labrun - Lebien | - Leipa - Linda (Elster) - Lindwerder - Listerfehrda - Löben - Mellnitz - Meltendorf, am 1. Januar 1974 zu Elster (Elbe) - Meuselko, am 1. Januar 1977 zu Löben - Mönchenhöfe - Morxdorf - Mügeln - Naundorf bei Seyda - Neuerstadt - Plossig - Premsendorf - Prettin, Stadt - Purzien - Rade - Rehain, am 1. Juli 1977 zu Ruhlsdorf - Reicho - Ruhlsdorf - Schadewalde, am 1. Mai 1974 zu Seyda - Schöneicho - Schützberg, am 15. März 1990 neugebildet - Schweinitz, Stadt - Seyda, Stadt - Steinsdorf, am 1. Mai 1974 zu Steinsdorf-Dixförda - Steinsdorf-Dixförda, am 1. Mai 1974 neugebildet - Zemnick |

Am 17. Mai 1990 wurde der Kreis in Landkreis Jessen umbenannt. Nach der Wiedervereinigung 1990 kam der Landkreis Jessen zum Land Sachsen-Anhalt. Im Zuge der ersten Kreisreform in Sachsen-Anhalt wurde der Landkreis Jessen am 1. Juli 1994 aufgelöst und in den Landkreis Wittenberg eingegliedert.
Flugplatz Holzdorf
Der Flugplatz Holzdorf der NVA wurde 1982 in Betrieb genommen. Er liegt praktisch vollständig im Kreis Herzberg, lediglich die Wohnsiedlung Holzdorf-Ost liegt im Gebiet des Kreises Jessen.
Nach der Wiedervereinigung befanden sich der Flugplatz und der Ortsteil Holzdorf-Ost im Land Brandenburg, Holzdorf aber im Land Sachsen-Anhalt. Die Mehrheit der Bewohner von Holzdorf-Ost verweigerte jede Wahlbeteiligung, die Bezug zum Land Brandenburg hatte. Ein Staatsvertrag zwischen beiden Ländern führte dann zu einem Gebietstausch: Holzdorf-Ost kam zu Sachsen-Anhalt.

## Einwohnerentwicklung
| Jahr      | 1960   | 1971   | 1981   | 1989   |
| Einwohner | 34.956 | 33.925 | 32.247 | 33.308 |

## Politik

### Landräte ab 1990
- 1990–1991 Ernst Meyer[5]
- 1991–1992 Klaus Wolfslast
- 1992–1994 Joachim Kunze

### Wappen
Das Wappen wurde am 23. Dezember 1992 durch das Ministerium des Innern genehmigt und im Landeshauptarchiv Magdeburg unter der Wappenrollennummer 25/1992 registriert.
Blasonierung: „Geviert; belegt mit einem Herzschild. Feld 1: Schwarz über Silber geteilt, belegt mit zwei roten schräggekreuzten Schwertern; Feld 2: neunmal von Schwarz über Gold geteilt, schrägrechts belegt mit einem grünen Rautenkranz; Feld 3: in Gold ein schrägrechter dreireihig in Rot und Silber geschachter Balken; Feld 4: in Silber drei (2:1) rote Seeblätter. Der Herzschild zeigt in Grün einen silbernen Biber.“

## Wirtschaft
Bedeutende Betriebe im Kreis waren unter anderem
- VEB Getränke Jessen
- VEB Eisen- und Blechwarenfabrik Jessen
- VEB Steingutwerk Annaburg
- VEB Fahrzeugwerk Annaburg
- VEB Betonwerk Schweinitz
- VEB Waschmittelwerk Schladitz

## Verkehr
Dem überregionalen Straßenverkehr diente die F 187, die von Lutherstadt Wittenberg kommend über Jessen und Schweinitz den Kreis durchquerte.
Das Kreisgebiet war durch die Eisenbahnstrecken Roßlau–Lutherstadt Wittenberg–Falkenberg/Elster (Bahnhöfe Elster (Elbe), Jessen (Elster), Annaburg) und Jüterbog–Riesa (Bahnhöfe Linda (Elster) und Holzdorf (Elster)) in das Eisenbahnnetz der DDR eingebunden. Der Personenverkehr auf der Bahnstrecke Annaburg–Prettin wurde 1961 eingestellt.

## Kfz-Kennzeichen
Nach 1952 erhielten die im Kreis zugelassenen Fahrzeuge Kennzeichen mit dem Anfangsbuchstaben Z (wie im gesamten DDR-Bezirk Cottbus). Den Kraftfahrzeugen (mit Ausnahme der Motorräder) und Anhängern wurden von etwa 1974 bis Ende 1990 dreibuchstabige Unterscheidungszeichen, die mit dem Buchstabenpaar ZL begannen, zugewiesen. Die letzte für Motorräder genutzte Kennzeichenserie war ZP 98-01 bis ZP 99-99.
Anfang 1991 erhielt der Landkreis das Unterscheidungszeichen JE. Es war bis zum 30. Juni 1994 gültig. Seit dem 27. November 2012 ist es aufgrund der Kennzeichenliberalisierung im Landkreis Wittenberg erhältlich.